# 韩壁遗址
韩壁遗址，位于山西省临汾市霍州市李曹镇韩壁村，是中华人民共和国山西省文物保护单位之一。
2004年6月10日，授予山西省文物保护单位，是一座古遗址。